# Kleinroda (Weimar)

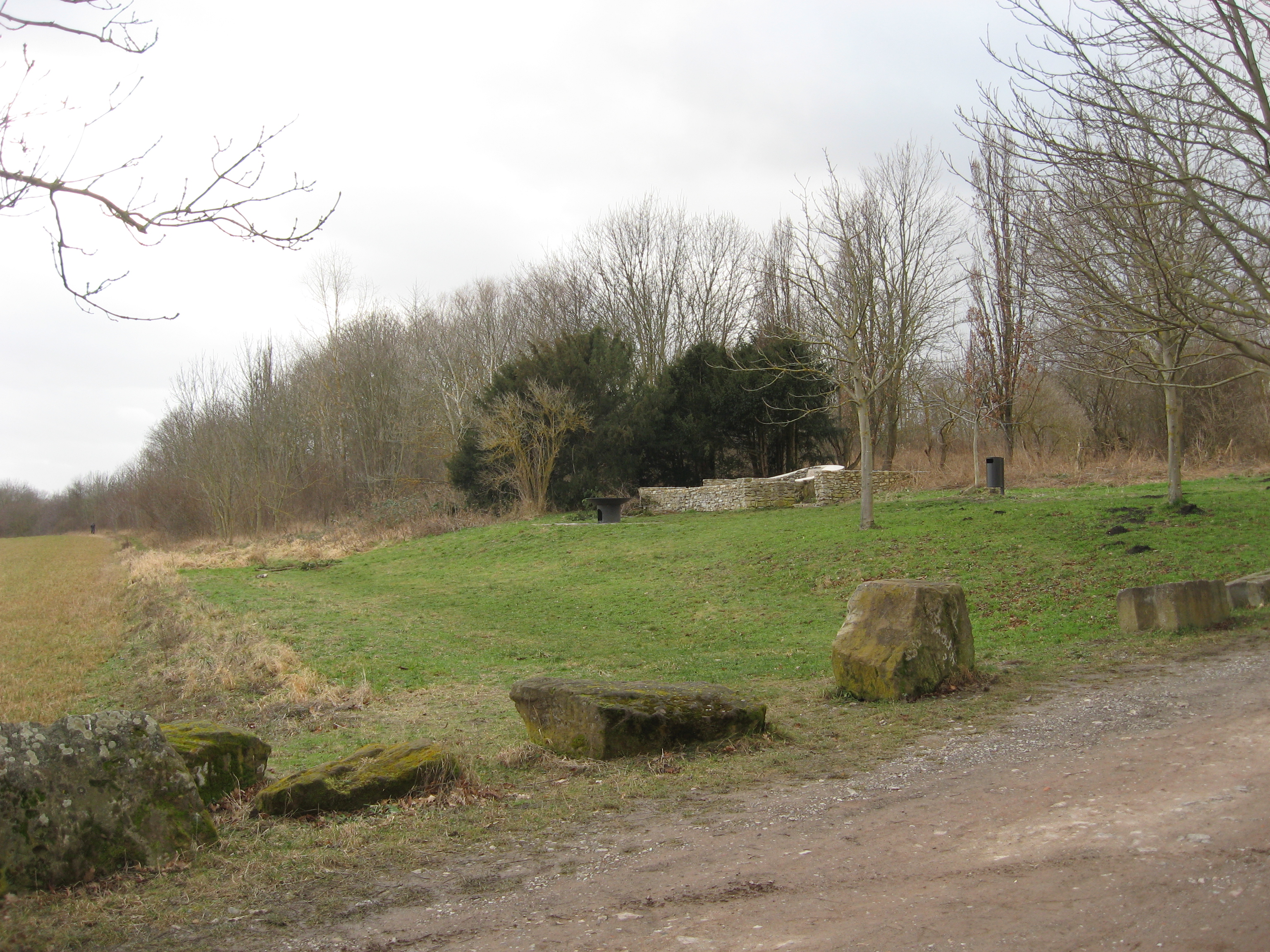
Herders Ruh

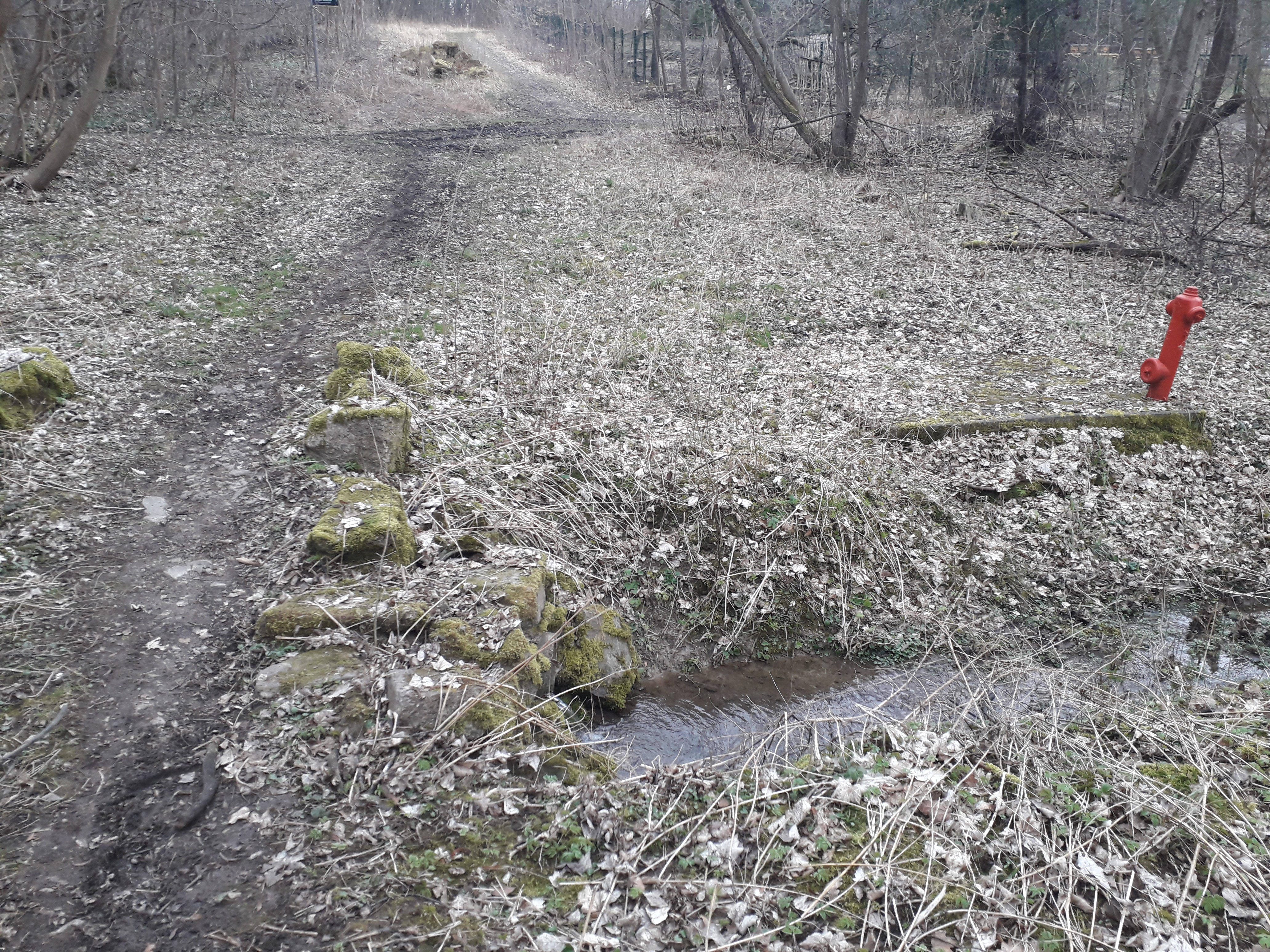
Dürrer Bach im Wald von Kleinroda

Am Südhang des Großen Ettersbergs in Weimar liegt ein weitgehend wüstgefallenes Dorf namens Kleinroda am Oberlauf des Dürren Bachs.
Kleinroda wurde 1323 erstmals erwähnt. Die Pfarrkirche wurde schon 1433 als wüst bezeichnet. Die Siedlung war einst angelegt wie ein Platzdorf. Die Auflösung der Wohnsiedlung dürfte in der zweiten Hälfte des 15. Jahrhunderts stattgefunden haben im Zuge des Sächsischen Bruderkrieges. Hier gab es einst auch einen Heimrichstisch, ein solcher ist in Wallendorf erhalten, wovon Helene Böhlau Mitteilung macht. Es gab demnach mehrere davon in und um Weimar. Sie schreibt über einen im Rödchen, nicht jedoch von dem in Wallendorf. Außerdem nennt sie diesbezüglich „uralte Steintische“ und spricht nicht von einem „uralten Steintisch“. Die Bezeichnung Bürger- oder Bauernrödchen oder einfach Rödchen kommt daher, dass die 880 Äcker, die Flur maß 230 ha, nach und nach von den Bürgern Weimars aufgekauft wurde. 1724 hieß es auch so. Die Eigentümer bildeten eine Hegegemeinde. Das letzte Hegemahl wurde hier 1872 abgehalten. Ob Herders Ruh hierzu genutzt wurde, ist möglich, aber wohl nicht beweisbar. Kleinroda bildete mit Lützendorf und Wallendorf eine Flurgenossenschaft, die sich 1877 auflöste.
Zwischen Ettersburger Straße und Buttelstedter Straße gibt es eine 1850 von Freunden Johann Gottfried Herders angelegte Erinnerungsstätte Herders Ruh und zugleich ein beliebtes Ausflugsziel. Direkt daneben liegt das Gelände des gemeinnützigen Vereins Camsin, der Menschen heilsame Begegnungen und Erfahrungen in der Natur und mit Tieren ermöglichen möchte. Das kleine Waldgebiet nennt man noch heute Bürgerrödchen oder einfach Rödchen. Bemerkenswert hierbei ist eine Nadelwaldschonung. Nadelwald ist im Weimarer Land ziemlich ungewöhnlich. Der größte  Teil  ist aber der dort typische Laubwald.
Teile von Kleinroda sind besiedelt (3 Hausnummern des amtlichen Straßenverzeichnisses sowie mehrere Datschengrundstücke) bis südlich des Schöndorfer Kreisels, an dem sich B 7 und B 85 treffen (1 Hausnummer des amtlichen Straßenverzeichnisses sowie eine Schrebergartensiedlung namens „Kleinroda“ mit 34 Parzellen).